# Malibu (canção)
"Malibu" é uma canção da artista musical estadunidense Miley Cyrus, gravada para o seu sexto álbum de estúdio Younger Now (2017). Foi composta pela própria em conjunto com Oren Yoel, sendo produzida pelo último. A faixa foi disponibilizada para download digital em 11 de maio de 2017, através da RCA Records, servindo como o primeiro single do disco.

## Antecedentes e composição
Em entrevista concedida para a revista Billboard revelada no dia 3 de maio, Cyrus anunciou o lançamento do primeiro single de seu sexto álbum de estúdio para 11 de maio, e que este seria intitulado "Malibu".
"Malibu" é uma canção pop rock e indie rock com duração de três minutos e cinquenta e um segundos (3:51). Em conversa com a Billboard, Cyrus disse ter escrito a canção em um carro que a levava para o seu primeiro dia como jurada no The Voice. Seu título referencia a cidade de Malibu, na Califórnia e, liricamente, a canção trata do amor pela cantora por Liam Hemsworth, seu noivo.

## Apresentações ao vivo
Cyrus apresentou "Malibu" pela primeira vez no festival Wango Tango, promovido pela rádio Kiss FM e realizado em 13 de maio de 2017 no StubHub Center, em Carson, Califórnia. A primeira performance televisiva da faixa ocorreu nos Billboard Music Awards de 2017, realizado em 21 de maio na T-Mobile Arena, em Las Vegas. Dois dias depois, a intérprete cantou-a na final da 12.ª temporada da competição de canto The Voice, dedicando-a às vitimas do atentado na Manchester Arena, ocorrido no dia anterior, e à cantora Ariana Grande, cujo show havia encerrado pouco antes da explosão.

## Faixas e formatos
| Download digital |          |         |  |
| N.º              | Título   | Duração |  |
| 1.               | "Malibu" | 3:51    |  |

## Desempenho nas tabelas musicais
| Tabela musical (2017)                                  | Melhor posição |
| ------------------------------------------------------ | -------------- |
| Alemanha (Media Control Charts)                        | 20             |
| Austrália (ARIA Charts)                                | 3              |
| Áustria (Ö3 Austria Top 40)                            | 8              |
| Bélgica (Ultratop 50 de Flandres)                      | 27             |
| Bélgica (Ultratip da Valônia)                          | 1              |
| Canadá (Canadian Hot 100)                              | 4              |
| Dinamarca (Tracklisten)                                | 14             |
| Escócia (The Official Charts Company)                  | 2              |
| Eslováquia (IFPI Slovenská Republika)                  | 3              |
| Espanha (Productores de Música de España)              | 4              |
| Estados Unidos (Billboard Hot 100)                     | 10             |
| Estados Unidos (Pop Songs)                             | 15             |
| Estados Unidos (Adult Pop Songs)                       | 15             |
| Estados Unidos (Hot Dance Club Songs)                  | 19             |
| Estados Unidos (Adult Contemporary)                    | 25             |
| Finlândia (IFPI Finlândia)                             | 8              |
| França (Syndicat National de l'Édition Phonographique) | 14             |
| Grécia (Greece Digital Songs)                          | 4              |
| Hungria (Magyar Hanglemezkiadók Szövetsége)            | 17             |
| Irlanda (Irish Recorded Music Association)             | 7              |
| Itália (Federazione Industria Musicale Italiana)       | 24             |
| Líbano (The Official Lebanese Top 20)                  | 20             |
| México (Mexico Airplay)                                | 20             |
| Noruega (VG-lista)                                     | 4              |
| Nova Zelândia (NZ Top 40 Singles)                      | 4              |
| Países Baixos (MegaCharts)                             | 30             |
| Reino Unido (UK Singles Chart)                         | 11             |
| Chéquia (IFPI Česká Republika)                         | 4              |
| Suécia (Sverigetopplistan)                             | 21             |
| Suíça (Schweizer Hitparade)                            | 16             |
| União Europeia (Euro Digital Songs)                    | 7              |

| País (Empresa)             | Certificação |
| -------------------------- | ------------ |
| Austrália (ARIA)           | 2× Platina   |
| Bélgica (BEA)              | Ouro         |
| Canadá (Music Canada)      | 2× Platina   |
| Dinamarca (IFPI Dinamarca) | Ouro         |
| Espanha (PROMUSICAE)       | Platina      |
| Estados Unidos (RIAA)      | Platina      |
| Itália (FIMI)              | Ouro         |
| Nova Zelândia (RMNZ)       | Ouro         |
| Reino Unido (BPI)          | Ouro         |
| Suécia (GLF)               | Platina      |

## Histórico de lançamento
| País           | Data               | Formato           | Gravadora |
| -------------- | ------------------ | ----------------- | --------- |
| Mundo          | 11 de maio de 2017 | Download digital  | RCA       |
| Itália         | 11 de maio de 2017 | Rádios mainstream | Sony      |
| Reino Unido    | 12 de maio de 2017 | Rádios mainstream | RCA       |
| Países Baixos  | 13 de maio de 2017 | Rádios mainstream | RCA       |
| Estados Unidos | 15 de maio de 2017 | Rádios hot AC     | RCA       |
| Estados Unidos | 16 de maio de 2017 | Rádios mainstream | RCA       |